# Dresdner Dämonen
Dresdner Dämonen ist die erste Folge der ZDF-Krimiserie Dresden Mord mit Anja Kling und Lisa Tomaschewsky in den Hauptrollen. Regie führte Carlo Rola. Die Erstausstrahlung am 18. April 2015 erreichte 5,68 Millionen Zuschauer und einen Marktanteil von 19,0 Prozent.

## Handlung
In einer Dresdner Plattenbauwohnung kommt der dreiundzwanzigjährige Nico Günther bei einer Explosion ums Leben. Seine Freundin Stefanie überlebt schwer verletzt. Kriminalhauptkommissarin Bärbel Wallenstein erwartet bei ihren Ermittlungen eine private Überraschung. Ihre Tochter Kim hatte sich für die Dienststelle in Dresden beworben und wird ihr nun als neue Kollegin vorgestellt. Da zwischen den beiden seit Jahren „Funkstille“ herrschte, ist ihre Mutter sehr überrascht. Bärbel nimmt ihre Tochter Kim gleich mit zu dem neuen Fall.
Die Kommissarinnen erfahren von Stefanies Vater, dass seine Tochter und ihr Freund Drogen nahmen. Die rechtsmedizinische Untersuchung bestätigt zwar Chrystal Meth im Körper, doch war das Opfer bereits vor der Explosion tot. Jemand hatte Nico das Genick gebrochen und dann den Gashahn am Herd aufgedreht. Eine erste Spur führt zu dem Tschechen Grigar, dem „Kleinen König“ in der Drogenszene, der über eine Diskothek in Dresden seine Kunden versorgt. Obwohl er und seine Organisation dem Drogendezernat gut bekannt sind, konnte ihm bislang nichts nachgewiesen werden. Kim versucht daher eigenmächtig und ohne es mit ihrer Mutter abzusprechen, an einen seiner Dealer heranzukommen. Das bringt nicht gleich den gewünschten Erfolg, doch mit etwas Raffinesse kann zumindest ein Mann festgenommen werden, der nach eindringlichem Verhör zugibt, Nico Günther „eine Abreibung verpasst“, ihn aber nicht getötet zu haben.
Nachdem Stefanie Koch vernehmungsfähig ist, erhalten die Ermittlerinnen einen Hinweis, der sie veranlasst, noch einmal die Eltern des Opfers aufzusuchen. Als sie eintreffen, sind dort auch Grigar und sein Dealer Koma, die sich jedoch versteckt halten. Dennoch werden Bärbel und Kim auf sie aufmerksam und können beide festnehmen. Überraschend entdecken sie in der Gartenlaube der Günthers ein privates Drogenlabor. Nicos Vater hatte begonnen, Chrystal Meth selber herzustellen, mit dem Ziel, seinem Sohn zu helfen, von der Droge loszukommen und sukzessive die Dosis zu reduzieren. Damit ist allerdings der Mord selber noch nicht geklärt. Den können sie am Ende Stefanie Koch nachweisen. Sie war im Drogenrausch auf Nico losgegangen und er hatte sich nach einem Sturz das Genick gebrochen. In ihrer Not rief sie ihren Vater an, der mit der Explosion einen Selbstmord vortäuschen wollte. Dabei übersah er, dass seine Tochter noch in der Wohnung war, weil sie ein Bad nahm.

## Kritik
Roger Tell von tittelbach.tv meinte recht anerkennend: „Das ZDF schickt mit Anja Kling und Lisa Tomaschewsky ein neues Ermittler-Duo ins Rennen um die Zuschauergunst am Samstagabend. Zwei wie Feuer und Wasser, da wird gestichelt und gezickt. Gespür gegen Kalkül, Lebensgier gegen gezügelte Lust – aus den rigoros unterschiedlichen Vorstellungen der beiden über das Leben und die Arbeit bezieht die Reihe ihren Reiz.“
Die Kritiker der Fernsehzeitschrift TV Spielfilm geben den Daumen gerade und schrieben: „Etwas hausbacken, aber nicht hoffnungslos.“